# Lilla Nammats
Lilla Nammats är en sjö i Arjeplogs kommun i Lappland och ingår i Skellefteälvens huvudavrinningsområde. Sjön har en area på 0,221 kvadratkilometer och ligger 441,1 meter över havet. Sjön avvattnas av vattendraget Nammatsbäcken.

## Delavrinningsområde
Lilla Nammats ingår i det delavrinningsområde (734005-156857) som SMHI kallar för Mynnar i Bieljaurjåkkås vattendragsyta. Medelhöjden är 446 meter över havet och ytan är 3,41 kvadratkilometer. Räknas de 6 avrinningsområdena uppströms in blir den ackumulerade arean 28,25 kvadratkilometer. Nammatsbäcken som avvattnar avrinningsområdet har biflödesordning 3, vilket innebär att vattnet flödar genom totalt 3 vattendrag innan det når havet efter 284 kilometer. Avrinningsområdet består mestadels av skog (93 procent). Avrinningsområdet har 0,22 kvadratkilometer vattenytor vilket ger det en sjöprocent på 6,6 procent.